# Inti (moneda)
L’inti fou una moneda adoptada pel Perú a mitjan 1985 durant la presidència d'Alan García, en substitució del sol, afectat per una inflació galopant, a raó de mil sols per inti.
Fins al 1988 es va poder controlar la inflació però a partir d'aquell moment la depreciació de la moneda peruana es va descontrolar arribant a límits mai abans vists al país ni a la regió. i el gener del 1991, es va tornar a adoptar el sol (ara anomenat  nuevo sol, "nou sol"), a raó d'un milió d'intis per cada nou sol. Per tant: 1 nou sol = 1.000.000 intis = 1.000.000.000 antics sols.
El codi ISO 4217 era PEI, s'abreujava I/. i es dividia en 100 cèntims (céntimos).
El nom prové d'Inti, el déu inca del sol, per mantenir la connexió amb la denominació tradicional de la moneda peruana (tot i que sol, en sentit monetari, en realitat derivava del llatí solidus, que també va donar origen als sous catalans).